# ぼくがつくった愛のうた (アルバム)
『ぼくがつくった愛のうた』（ぼくがつくったあいのうた）は、チューリップの通算4枚目のアルバム。1974年10月5日発売。

## 解説
前作と同様、ビートルズへのリスペクトを大きく掲げたアルバムであり、一部の楽曲はイギリスのEMIレコーディング・スタジオとスコーピオ・スタジオでレコーディングしている。
この部分からも、デビュー・アルバムから続けていた、チューリップ的なビートルズへのリスペクトの一つの到達点ともいえるアルバムである。
ジャケット表面は煉瓦壁とそこに描かれた落書き、そこに混じったチューリップのロゴのみであり、タイトルは書かれていない。
裏面は、上裸のメンバー5人とアルバムタイトル、クレジットが表記されている。
また、レコードには付録として30ページに及ぶブックレットが同封されている。
2111年を舞台にしたメンバー5人の子供達が主人公の物語が描かれており、収録曲に準えて物語が進行していく。レコードの帯には「念願のトータル・アルバムを完成!!」と宣伝された。
なお、ロンドンでのレコーディングには日本航空が全面的に協力しており、ブックレットには日本航空のロゴと、全面協力についての記述が掲載されている。

## 収録曲
SIDE ONE
1. ひとつの星
  - 作詞／作曲：財津和夫　編曲：チューリップ・青木望　ボーカル：財津和夫
  - 全英語詞の曲。
  - 前作での『TAKE OFF(離陸)』と同様のアルバムの序曲的な立ち位置で、53秒と短い曲である。
2. 私のアイドル
  - 作詞／作曲：財津和夫　編曲：チューリップ　ボーカル：財津和夫
  - 同日に発売されたシングル『ぼくがつくった愛のうた（いとしのEmily）』のカップリングとして収録されたものと同じテイクである。
  - タイトルの「アイドル」及び歌詞の「あなた」は、財津和夫（及びチューリップ）自身のことを表している。
  - 録音はロンドンで行われた。
  - 第1期、再結成後のライブではしばしば演奏されており、35周年ツアーの最終公演では本来セットリストに入っていなかったが、アンコール後に演奏された。
3. なくした言葉
  - 作詞：財津和夫／作曲：姫野達也　編曲：チューリップ・青木望　ボーカル：姫野達也
  - 翌年、シングル『サボテンの花』のカップリングとして収録された。
  - ストリングスのアレンジとコーラスワークが際立つバラード曲。
  - 姫野は「生のストリングスの響きとアレンジが大好きだ」と語っている。
  - 録音はロンドンのEMIレコーディング・スタジオで行われた。
4. この暗闇の中
  - 作詞／作曲：吉田彰　編曲：チューリップ　ボーカル：吉田彰
  - ボーカルのエフェクト、SEなどサイケデリックな色彩が強い曲。
5. ここはどこ
  - 作詞：安部俊幸／作曲：姫野達也　編曲：チューリップ　ボーカル：姫野達也
  - 冒頭のメロディーはモンキーズの「Pleasant Valley Sunday」を引用、第3期以外ではライブの定番曲となった曲。
  - 駆け上がるようなボーカルと不思議な世界観の歌詞が印象的である。
  - 第2期のライブではコーダのギターソロに財津によるシンセサイザーのソロが加わったほか、再結成後のライブでは終盤のコーラスの担当パートをツアー毎で入れ替えるなど、常に変化を続けている楽曲である。
  - 録音はロンドンで行われた。
6. 踊り娘
  - 作詞／作曲：安部俊幸　編曲：チューリップ　ボーカル：安部俊幸
  - サイケデリック期のビートルズを想起させる楽曲。
  - 録音はロンドンのEMIレコーディング・スタジオで行われた。
7. 仔牛のロー・カウジー
  - 作詞／作曲：財津和夫　編曲：チューリップ　ボーカル：財津和夫
  - おとぎ話調の楽曲。
  - ライブで演奏される際は、ボーカルをメンバーが交代で行うことが多く、担当パートもツアー毎で違う。

SIDE TWO
1. アンクル・スパゲティー（三文歌手）
  - 作詞／作曲：財津和夫　編曲：チューリップ　ボーカル：財津和夫
  - 録音はロンドンのスコーピオ・スタジオで行われた。
2. 走れ！ムーン号
  - 作詞／作曲：上田雅利　編曲：チューリップ　ボーカル：上田雅利
  - 上田が初めて作詞と作曲の両方を手掛けた曲である。
  - 正統派なロックナンバーで、再結成後もしばしばライブ演奏される。
  - 1997年には『We believe in Magic Vol.1』ではセルフカバーもされている。
  - 録音はロンドンで行われた。
  - 上記の付録のブックレットにはムーン号が登場している。
3. ぼくがつくった愛のうた（いとしのEmily）
  - 作詞／作曲：財津和夫　編曲：チューリップ・青木望　ボーカル：姫野達也
  - シングルとしてアルバムと同時に発売されたものと同一テイクである。和声進行はビートルズの「I will」をモチーフとしている。
  - 上記のブックレットには、エミリーとして少女の写真が掲載されているが、ライブのMC中にこの少女の写真がスクリーンに投影された際に、財津は「エミリー、不細工ですね」と悪態をついたことがある。
  - 録音はロンドンのEMIレコーディング・スタジオ行われた。
4. Mr.プレスマン
  - 作詞／作曲：財津和夫　編曲：チューリップ　ボーカル：財津和夫
  - 録音はロンドンで行われた。
5. 歌は生きている
  - 作詞／作曲：財津和夫　編曲：チューリップ　ボーカル：財津和夫
  - 『私のアイドル』の歌詞を替えたいわば別バージョン。最後はマーチングバンドの音楽で終わる。
  - 録音はロンドンのEMIレコーディング・スタジオで行われた。
6. 世界の果てで
  - 作詞／作曲：財津和夫　編曲：チューリップ・青木望　ボーカル：財津和夫
  - 曲の大半がストリングスと財津によるハミングで、アルバムの終曲の役割を担っている。

## クレジット
SHOO KUSANO – SHINKO PRODUCTIONS
All songs written, composed, arranged & played by TULIP Kazuo Zaitsu, Akira Yoshida, Toshiyuki Abe, Masatoshi Ueda, Tatsuya Himeno
Produced by Kazunaga Nitta
Recorded at Abbey Road Studios, Scorpio Studios, London
Engineered by Takashi Itoh & Wayne Dailey*
Re-mix Engineered by Pretty Itoh with John and Peat of Abbey Road Studios, Peater of Scorpio Studios
Cover designed by ORBIS. Illustration Emiko Takesue
Photography by Kenji Taguchi
Special thanks to Takahiko Ishikawa
Strings and Horns arranged by Nozomi Aoki
Management by Shiro Nishida